# 모리스 블랙

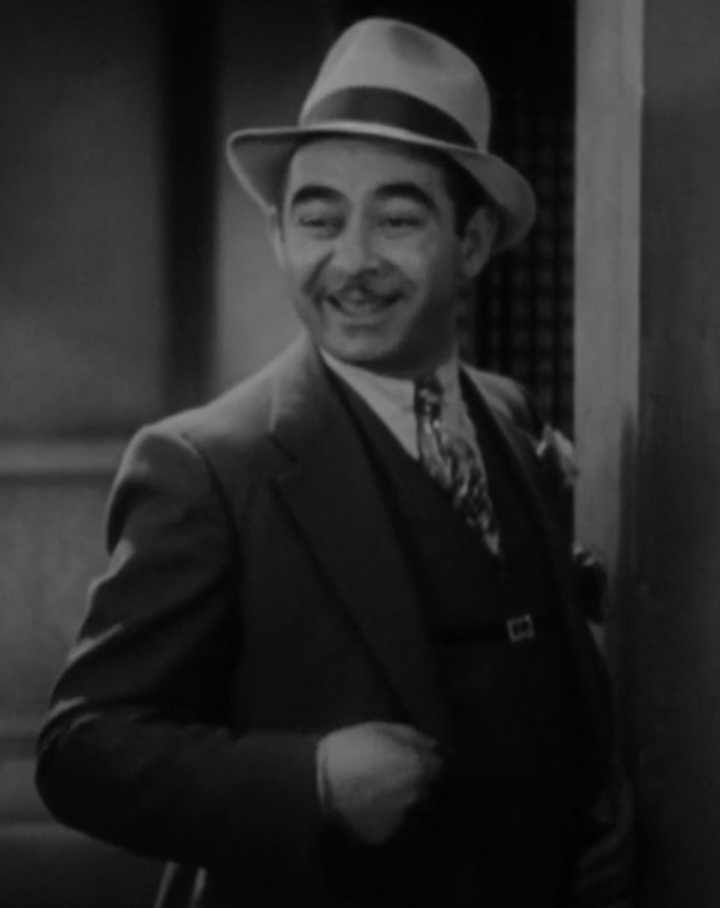

모리스 블랙(Maurice Black, 1891년 1월 14일 ~ 1938년 1월 18일)은 미국의 배우이다.
퀸스에서 태어났으며 할리우드에서 사망하였다. 사인은 폐렴이다. 할리우드 포에버 공동묘지에 매장되었다.

## 영화
- 더 파이어플라이 (1937년)
- 에밀 졸라의 생애 (1937년)
- 십자군 (1935년)
- 엘머, 더 그레이트 (1933년) - 다이스 디러 역
- 나이트 플라이트 (1933년)
- 플라잉 다운 투 리오 (1933년)
- 첫 항해 (1933년)
- 래스퓨틴 앤 더 엠프리스 (1932년)
- 스카페이스 (1932년)
- 스마트 머니 (1931년)
- 특종 기사 (1931년)
- 넘버드 멘 (1930년)
- 플레잉 어라운드 (1930년)
- 쇼 걸 인 헐리우드 (1930년)
- 리틀 시저 (1930년) - 리틀 아니 로치 역
- 스퀘어 숄더 (1929년)
- 브로드웨이 베이비스 (1929년)